# Thecopus
Thecopus là một chi phong lan trong họ Orchidaceae.